# Oxylamia ruficornis
Oxylamia ruficornis är en skalbaggsart som beskrevs av Pierre Lepesme och Stefan von Breuning 1953. Oxylamia ruficornis ingår i släktet Oxylamia och familjen långhorningar. Inga underarter finns listade i Catalogue of Life.